# Взаимодействия нутриентов
Взаимодействия микронутриентов — взаимодействие между витаминами и минеральными веществами в процессе их усвоения организмом.
Микронутриенты (витамины, макро- и микроэлементы) — это незаменимые компоненты питания человека, поскольку необходимы для протекания многочисленных биохимических реакций в организме. Микронутриенты являются химически и физиологически активными веществами, которые способны взаимодействовать с другими веществами, а также друг с другом. Эти взаимодействия могут привести к повышению или снижению эффекта от приема витаминно-минеральных комплексов.

## Виды взаимодействий микронутриентов
Под взаимодействием лекарств или биологически активных веществ, в том числе витаминов, макро- и микроэлементов, понимают случаи, когда одновременное применение двух и более препаратов дают эффект, отличающийся от такового вследствие употребления каждого из них в отдельности.
Известны следующие виды взаимодействий микронутриентов:
- Фармацевтические взаимодействия — физико-химические реакции микронутриентов при производстве, хранении препарата и в просвете кишечника.
- Фармакокинетические взаимодействия — взаимодействия между микронутриентами при всасывании; такие взаимодействия могут привести к уменьшению или увеличению скорости и полноты абсорбции.
- Фармакодинамическое взаимодействие — влияние одного витамина, или макро-, или микроэлемента на процесс возникновения и реализации фармакологического эффекта другого микронутриента.[1]

В общем виде взаимодействие витаминов, макро- и микроэлементов, как и других биологически активных веществ, может носить характер синергизма или антагонизма. Синергизм — усиление конечного эффекта от приема препарата. Синергизм может выражаться либо простым суммированием эффектов (аддитивное действие), либо потенцированием (общий эффект превышает простое сложение эффектов каждого из компонентов). Антагонизм — ослабление или исчезновение фармакологического эффекта.
Синергизм химических элементов в желудочно-кишечном тракте предполагает возможность следующих типов взаимодействия:
- непосредственное взаимодействие элементов, когда уровень абсорбции определяется их оптимальным соотношением в рационе;
- опосредованное взаимодействие через процессы фосфорилирования в стенке кишечника и активность пищеварительных ферментов;
- непрямое взаимодействие путём стимуляции роста и активности микрофлоры в желудке и кишечнике.

На уровне тканевого и клеточного метаболизма также возможны разные типы синергического взаимодействия:
- прямое взаимодействие элементов в структурных процессах;
- одновременное участие элементов в активном центре какого-либо фермента;
- активирование ферментных систем и усиление синтетических процессов, требующих для своего осуществления присутствия других минеральных элементов;
- активирование функций эндокринных органов и опосредованное влияние через гормоны на обмен других макро- или микроэлементов.[3]

Антагонизм химических элементов в желудочно-кишечном тракте предполагает возможность следующих типов взаимодействия:
- простое химическое взаимодействие элементов;
- адсорбция на поверхности коллоидных частиц;
- конкуренция за вещество-переносчик ионов в кишечной стенке.

В процессе тканевого метаболизма возможны следующие типы антагонистических взаимосвязей:
- непосредственное взаимодействие простых и сложных неорганических ионов;
- конкуренция ионов за активные центры в ферментных формах;
- конкуренция за связь с веществом-переносчиком в крови;
- активирование ионами ферментных систем с противоположной функцией;
- антагонистическое влияние ионов на один и тот же фермент;
- смягчение ионами биотических элементов токсического влияния тяжёлых металлов, присутствующих в корме и средах организма.[4]

### Примеры отрицательных взаимодействий между микронутриентами
- Кальций и железо, попадая в организм одновременно, конкурируют за усвоение. Железо усваивается на 45 % лучше, если принимать его отдельно от кальция.[5]
- Взаимодействие между витаминами может влиять не только на эффективность препарата, но и на его безопасность. Например, известно, что витамин В12 может усилить аллергическую реакцию на витамин В1.[2]
- В витаминно-минеральных комплексах 10—30 % витамина B12 превращается в неактивные метаболиты. Этот процесс вызывают входящие в состав препаратов железо, медь, аскорбиновая кислота и витамин В1.[6]
- Цинк конкурирует за усвоение с железом, кальцием, что снижает абсорбцию цинка.[1] Дефицит этих веществ приводит к задержке психомоторного развития у детей.[7]
- Цинк и фолиевая кислота могут образовывать нерастворимые комплексы при хранении препарата, в состав которого входят эти вещества, что приводит к снижению его эффективности.[8]

В то же время абсолютно раздельный прием витаминов и макро- и микроэлементов нецелесообразен, так как имеют место и положительные взаимодействия:
- результатом взаимодействия витамина Е и селена является усиление антиоксидантного эффекта обоих веществ;[1]
- витамин В6 способствует усвоению магния, проникновению и удержанию магния в клетках;[1][9]
- витамин D улучшает усвоение кальция, потенцирует усвоение кальция костной тканью;[1]
- витамин С способствует усвоению железа. Уровень гемоглобина при совместном приеме железа и витамина С выше, чем при приеме только железа.[9]

Более полный список взаимодействий приведен в таблице, представленной ниже.
Таблица 1. Взаимодействия микронутриентов
| Микронутриент | Взаимодействующий микронутриент            | Характер взаимодействия |
| ------------- | ------------------------------------------ | --- |
| Витамин А     | Витамины Е, С                              | Витамины Е, С защищают витамин А от окисления |
| Витамин А     | Цинк                                       | Цинк необходим для метаболизма витамина А и для превращения его в активную форму |
| Витамин В1    | Витамин В6                                 | Витамин В6 замедляет переход витамина В1 в биологически активную форму |
| Витамин В1    | Витамин В12                                | Витамин В12 усиливает аллергические реакции на витамин В1 Ион кобальта в молекуле В12 способствует разрушению витамина В1                                                                           |
| Витамин В6    | Витамин В12                                | Ион кобальта в молекуле В12 способствует разрушению витамина В6 |
| Витамин В9    | Цинк                                       | Цинк нарушает всасывание витамина В9 за счет образования нерастворимых комплексов |
| Витамин В9    | Витамин С                                  | Витамин С способствует сохранению витамина В9 в тканях |
| Витамин В12   | Витамины В1, С, железо, медь               | Под действием витаминов В1, С, железа и меди витамин В12 превращается в бесполезные аналоги |
| Витамин Е     | Витамин С                                  | Витамин С восстанавливает окисленный витамин Е |
| Витамин Е     | Селен                                      | Селен и витамин Е усиливают антиоксидантное действие друг друга |
| Железо        | Кальций, цинк                              | Кальций и цинк снижают усвоение железа |
| Железо        |                                            | |
| Железо        | Витамин С                                  | Витамин С увеличивает усвоение железа, усиливает всасывание железа в ЖКТ |
| Магний        | Витамин В6                                 | Витамин В6 способствует усвоению магния, проникновению и удержанию магния в клетках |
| Магний        | Кальций                                    | Кальций снижает усвоение магния |
| Кальций       | Витамин D                                  | Витамин D повышает биодоступность кальция, потенцирует усвоение кальция костной тканью |
| Кальций       | Цинк                                       | Цинк снижает усвоение кальция |
| Кальций       | Пальмитиновая и стеариновая жирные кислоты | Пальмитиновая и стеариновая жирные кислоты отщепляются при переваривании в кишечнике и в свободном виде прочно связывают кальций, образуя пальмитат кальция и стеарат кальция (нерастворимые мыла). |
| Цинк          | Витамин В9 (фолиевая кислота)              | Витамин В9 нарушает всасывание цинка за счет образования нерастворимых комплексов |
| Цинк          | Кальций, железо                            | Кальций и железо уменьшают усвоение цинка в кишечнике |
| Цинк          | Витамин В2                                 | Витамин В2 увеличивает биодоступность цинка |
| Медь          | Цинк                                       | Цинк уменьшает усвоение меди |
| Марганец      | Кальций, железо                            | Кальций и железо ухудшают усвоение марганца |
| Хром          | Железо                                     | Железо снижает усвоение хрома |
| Молибден      | Медь                                       | Медь снижает усвоение молибдена |

## Взаимодействия микронутриентов и лекарств
Некоторые лекарственные препараты взаимодействуют с витаминами и макро- и микроэлементами, нарушая их всасывание, утилизацию либо повышая их экскрецию. Взаимодействие микронутриентов и лекарственных препаратов представлено в таблице 2.
Таблица 2. Взаимодействия лекарственных препаратов и микронутриентов
| Лекарственное средство                                         | Микронутриент                                          | Характер взаимодействия                                                                         |
| -------------------------------------------------------------- | ------------------------------------------------------ | ----------------------------------------------------------------------------------------------- |
| Ацетилсалициловая кислота (аспирин)                            | Витамин В9 (фолиевая кислота)                          | Аспирин нарушает утилизацию фолата                                                              |
| Ацетилсалициловая кислота (аспирин)                            | Витамин С                                              | Прием больших доз аспирина ведет к усиленному выделению витамина С почками и потере его с мочой |
| Ацетилсалициловая кислота (аспирин)                            | Цинк                                                   | Аспирин вымывает цинк из организма                                                              |
| Спиртосодержащие препараты                                     | Витамин В1                                             | Спирт препятствует нормальному всасыванию витамина В1                                           |
| Спиртосодержащие препараты                                     | Витамин В9                                             | Спирт нарушает всасывание витамина В9                                                           |
| Пеницилламин, купримин и другие комплексообразующие соединения | Витамин В6                                             | Препараты этой группы связывают и инактивируют витамин В6                                       |
| Кортикостероидные гормоны (гидрокортизон и пр.)                | Витамин В6                                             | Кортикостероидные гормоны способствуют вымыванию витамина В6                                    |
| Преднизолон (глюкокортикостероид)                              | Кальций                                                | Преднизолон повышает выведение кальция                                                          |
| Антигиперлипидемические средства, антиметаболиты               | Витамин В9                                             | Антигиперлипидемические средства нарушают всасывание витамина В9                                |
| Метформин                                                      | Витамин В12                                            | Метформин приводит к нарушению всасывания витамина В12                                          |
| Железо                                                         | Кальций, цинк                                          | Кальций и цинк снижают усвоение железа                                                          |
| Ксеникал, холестрамин, гастал                                  | Витамины A, D, E, К и бета-каротин                     | Ксеникал, холестрамин, гастал снижают и замедляют абсорбцию витаминов                           |
| Антациды                                                       | Железо                                                 | Антациды снижают эффективность связывания железа                                                |
| Антациды                                                       | Витамин В1                                             | Антациды снижают уровень витамина В1 в организме                                                |
| Антибиотики                                                    | Витамины В5, К и Н                                     | Антибиотики нарушают эндогенный синтез витаминов В5, К и Н                                      |
| Антибиотики                                                    | Витамин В1                                             | Антибиотики снижают уровень витамина В1 в организме                                             |
| Хлорамфеникол                                                  | Витамины В9, В12; железо                               | Хлорамфеникол понижает эффективность витаминов В9, В12 и железа                                 |
| Хлорамфеникол                                                  | Витамин В6                                             | Хлорамфеникол усиливает выведение витамина В6                                                   |
| Эритромицин                                                    | Витамины В2, В3 (РР), В6                               | Эритромицин усиливает выведение витаминов В2, В3 (РР), В6                                       |
| Эритромицин                                                    | Витамины В6, В9, В12; кальций, магний                  | Эритромицин снижает усвоение и активность микронутриентов                                       |
| Тетрациклин                                                    | Витамин В9                                             | Тетрациклин понижает эффективность витамина В9                                                  |
| Тетрациклин                                                    | Витамины В2, В9, С, К, РР; калий, магний, железо, цинк | Тетрациклин усиливает выведение указанных веществ                                               |
| Неомицин                                                       | Витамин А                                              | Неомицин мешает усвоению витамина А                                                             |
| Транквилизаторы триоксазинового ряда                           | Витамин В2                                             | Транквилизаторы подавляют утилизацию витамина В2, нарушая синтез его коферментной формы         |
| Сульфаниламидные препараты                                     | Витамины В5, К и Н                                     | Сульфаниламидные препараты нарушают эндогенный синтез витаминов В5, К и Н                       |
| Сульфаниламидные препараты                                     | Витамин В1                                             | Сульфаниламидные препараты препятствуют нормальному всасыванию витамина В1                      |
| Сульфаниламидные препараты                                     | Витамин В9                                             | Сульфаниламидные препараты нарушают всасывание витамина В9                                      |

## Учет взаимодействий микронутриентов. Пути решения проблемы несовместимости компонентов в комбинированных препаратах
В состав комбинированных лекарственных средств стараются не включать компоненты, которые отрицательно влияют на сохранность, усвоение или фармакологическое действие друг друга. Однако при создании витаминно-минеральных комплексов совместимость микронутриентов учитывается далеко не всегда.
Между тем в состав одной таблетки витаминно-минерального комплекса может входить более 20 активных компонентов. Для большинства из таких веществ имеются данные об их взаимодействиях между собой. Следовательно, при одновременном приеме этих веществ в составе витаминно-минерального комплекса будет наблюдаться весь спектр взаимодействий: от положительных до отрицательных.
Для решения проблемы совместимости компонентов комбинированных препаратов применяются такие технологические приемы, как:
- физическое разделение компонентов:
  - гранулирование,
  - микрокапсулирование;
- разделение усвоения компонентов по времени:
  - многослойное таблетирование,
  - контролируемое высвобождение (микрокапсулы и гранулы с разным временем высвобождения активного вещества);
- разделение приема компонентов-антагонистов во времени[9].

С помощью этих приемов можно изменять время распада таблетки, скорость растворения или выделения действующего вещества, место выделения и длительность нахождения в определенной зоне желудочно-кишечного тракта (над окном всасывания).
Большинство применяемых в фармацевтике технологий производства таблетированных препаратов не позволяют независимо влиять на время и место усвоения активного вещества, так как обычно препарат непрерывно продвигается по желудочно-кишечному тракту вместе с пищевым комком, или химусом. То есть задержка времени высвобождения активного вещества неизбежно сдвигает место высвобождения ниже по пищеварительному тракту. Но, с другой стороны, большинство микронутриентов наилучшим образом усваивается в одной и той же зоне желудочно-кишечного тракта — проксимальном отделе тонкого кишечника. Одновременное высвобождение компонентов из таблетки в данном отделе кишечника должно обеспечивать их оптимальное усвоение, но при этом не позволяет избежать взаимодействий между микронутриентами.
То есть при использовании технологий контролируемого высвобождения и многослойного таблетирования возможны два варианта:
1. Компоненты комплекса высвобождаются в разных отделах ЖКТ, но это приводит к тому, что часть компонентов не высвободилась в местах оптимального усвоения, в результате чего снижается степень их усвоения.
2. Происходит взаимодействие между микронутриентами в силу того, что для оптимального усвоения большинство из них должно одновременно высвободиться в одном и том же участке ЖКТ.

При разделении приёма микронутриентов-антагонистов во времени их помещают в разные таблетки, которые следует принимать не одновременно, а с интервалом. Чтобы компоненты, входящие в состав одной таблетки, полностью усвоились и не взаимодействовали с компонентами следующей, достаточно 4-6 часов.
Такой подход позволяет:
- снизить конкуренцию за активные переносчики при всасывании;
- избежать симптома насыщения транспортных белков;
- предотвратить возможные нежелательные взаимодействия;
- без увеличения дозы повысить биодоступность принятых перорально микронутриентов[9].

Если компоненты комплексного препарата должны усваиваться в разное время (но в одном месте желудочно-кишечного тракта), то альтернативы их раздельному во времени приему нет.